# Castell de Cambridge
El castell de Cambridge, localment també conegut com a Castle Mound, es troba a Cambridge, Cambridgeshire, Anglaterra. Originàriament construït després de la conquesta normanda per controlar la ruta estratègicament important cap al nord d'Anglaterra, va tenir un paper important en els conflictes de l'anarquia, la Primera i la Segona Guerra dels Barons.
Molt ampliat per Eduard I, el castell va caure ràpidament en desús a l'època medieval tardana, la seva obra de pedra es va reciclar per construir als col·legis de la propera Universitat. El castell de Cambridge va ser fortificat durant la guerra civil anglesa, però va tornar a caure en desús, utilitzat principalment com a presó del comtat. La presó del castell va ser finalment enderrocada l'any 1842, amb una nova presó construïda al barri del castell. Aquesta presó va ser enderrocada el 1932, substituïda per la moderna Shire Hall, i només encara es mantenen la mota del castell i els moviments de terra propers. El recinte està obert al públic diàriament i ofereix vistes sobre els edificis històrics de la ciutat.

## Història

### segle XI
El castell de Cambridge va ser un dels tres castells construïts a l'est d'Anglaterra a finals de 1068 per Guillem el Conqueridor després de la seva campanya per capturar York. Cambridge, o Grantabridge com es coneixia aleshores, es trobava a l'antiga ruta romana de Londres a York i era alhora estratègicament important i en risc de rebel·lió. Els primers treballs de construcció van ser a càrrec de Picot, el gran xèrif, que més tard va fundar un priorat al costat del castell. El castell va ser construït amb un disseny de motte i bailey (mota i pati), dins de la població existent, i es van haver de destruir 27 cases per fer-li espai.

### Segles XII-XIII

Ubicació de King's Ditch superposada en un mapa modern

El castell va estar en mans dels reis normands fins que va esclatar la guerra civil de l'Anarquia el 1139. Els castells van tenir un paper clau en el conflicte entre l'emperadriu Matilde i el rei Esteve, i el 1143 Geoffrey de Mandeville, partidari de l'emperadriu, va atacar Cambridge; la ciutat va ser assaltada i el castell va ser capturat temporalment. Esteve va respondre amb un contraatac, obligant Geoffrey a retirar-se cap als Fens i va recuperar el castell. El castell de Cambridge romania exposat, però, i el rei Esteve va decidir construir una fortificació de suport a Burwell per proporcionar-li protecció addicional. Geoffrey va morir atacant el castell de Burwell l'any següent, deixant segur el castell de Cambridge.
Sota Enric II el castell es va mantenir adequadament, però es van dur a terme pocs treballs addicionals per millorar-lo. Es va establir un sistema de guàrdia del castell, en virtut del qual es van concedir terres al voltant de Cambridge als senyors locals amb la condició que proporcionessin forces de guàrdia per al castell, i el castell s'utilitzava principalment per mantenir la cort i els registres del xèrif. El rei Joan va ampliar el castell durant els anys anteriors a la Primera Guerra dels Barons de 1215 a 1217, però aquest treball es va concentrar en la construcció d'una nova sala cambra, amb un cost de 200 lliures. Durant la guerra, els barons rebels, recolzats pel príncep Lluís de França, van capturar gran part de l'est d'Anglaterra; El castell de Cambridge va caure el 1216. El castell va tornar al control reial després de la guerra, però Enric III només va fer el manteniment bàsic de la fortificació. Cambridge va ser atacada de nou durant la Segona Guerra dels Barons el 1266. Aquesta vegada la ciutat i el castell van aguantar el temps suficient per ser rellevats per les forces d'Enric, però el rei va reforçar les defenses de la ciutat amb una gran rasa, més tard coneguda com a séquia del Rei.
El castell de Cambridge va romandre només com a fortificació bàsica fins al 1284 quan Eduard I va decidir emprendre grans obres d'expansió. Durant els següents 14 anys, el rei va gastar almenys 2.630 lliures en la reconstrucció del castell en pedra. El castell d'Eduard era de quatre costats, amb torres circulars a cada cantonada, custodiat per una porta de Guàrdia i una barbacana. Sobre la motte es va construir una torre de pedra circular. El resultat va ser una «fortalesa important a l'última moda», encara que mai acabada. El rei Eduard es va allotjar al castell durant dues nits el 1294.

### Segles XIV-XVII

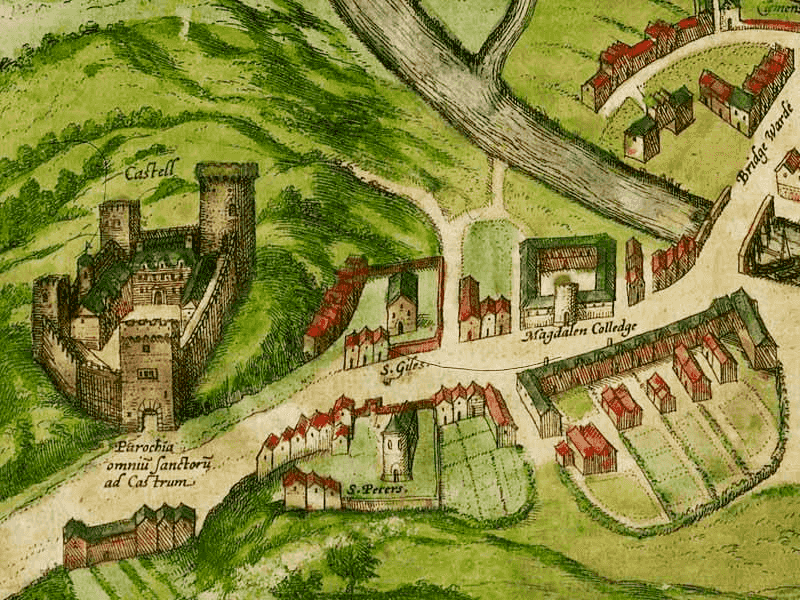
Castell de Cambridge, gravat del 1575

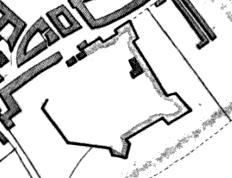
Els baluards del castell del, mostrats en un plànol de 1837

Durant el segle xiv el castell es va deixar anar degradant fins a arribar a estar en mal estat. A partir d'Eduard III, es van gastar pocs diners en el manteniment de la propietat i al segle XV el castell estava en ruïnes. La sala i la cambra del castell no tenien sostre al segle xv, i Enric VI va ordenar que aquests edificis fossin destruïts i que es reutilitzessin la pedra per construir el King's College el 1441, amb altres parts del castell que es van utilitzar per ajudar a construir la capella del Trinity College. Maria I va cedir més obres de pedra al segle XVI per construir una mansió a la propera Sawston, als Fens, i altres subvencions de pedra donades als col·legis Emmanuel i Magdalene. L'any 1604 només quedaven intactes la torre de la porta de Guàrdia, feta servir com a presó, i la torre adjacent, amb els murs circumdants descrits pels contemporanis com “arrasats i completament en ruïnes”.
La guerra civil anglesa va esclatar a Anglaterra el 1642 entre les faccions rivals dels reialistes i el Parlament. El castell de Cambridge va ser ocupat per les forces parlamentàries el primer any de la guerra. Oliver Cromwell va ordenar que es fessin treballs d'emergència per reparar les defenses, cosa que va provocar que s'afegissin dos nous baluards de terra al castell i una caserna de maó construïda a l'antic pati. El governador de Cambridge va descriure l'any 1643 que «la nostra ciutat i el nostre castell estan avui fort fortificats… amb bressols i baluards». El castell no va veure més combats durant la guerra, i el 1647 el parlament va ordenar que les fortificacions restants fossin arrasades, danyades sense un ús posterior.

### Segles XVIII-XIX

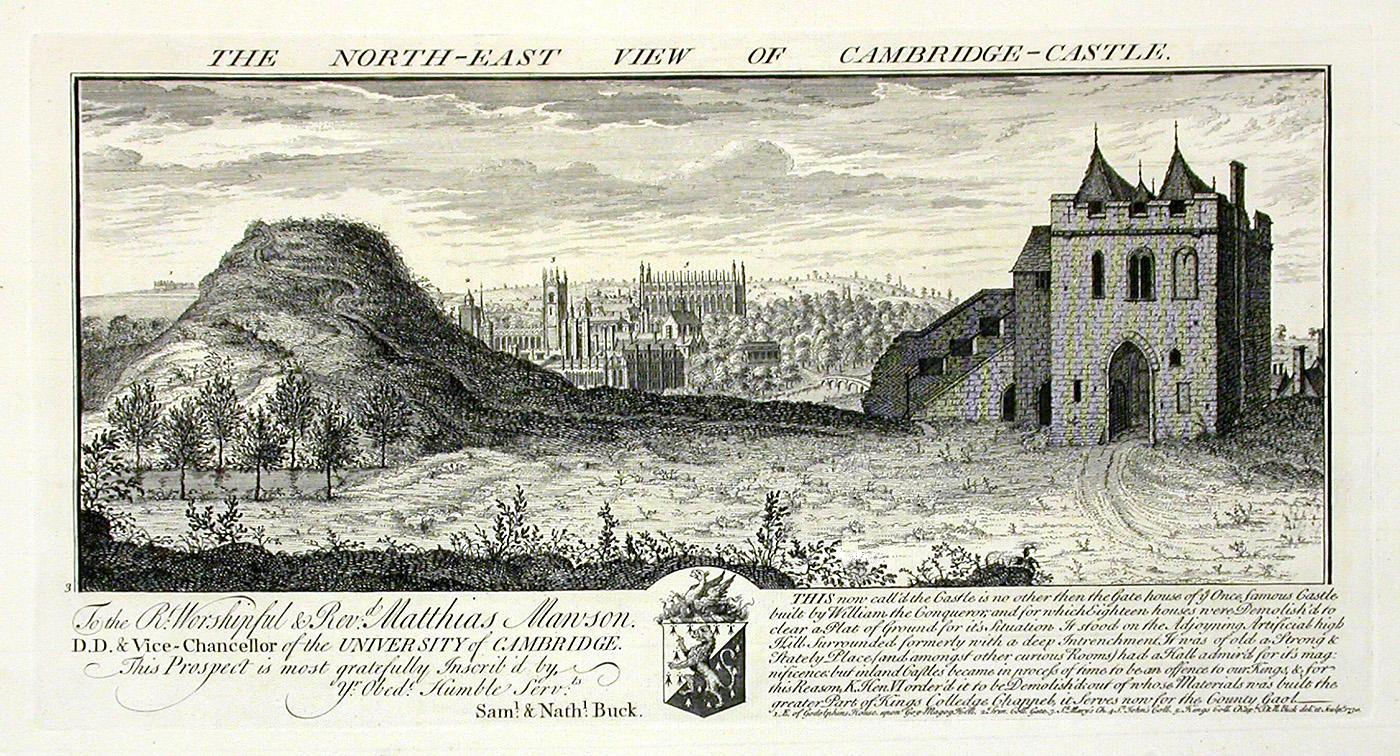
Un gravat del castell de Cambridge l'any 1730, incloent la mota (l) i la presó de la porta de Guàrdia (r), de Samuel i Nathaniel Buck

El castell es va deteriorar ràpidament després de l'enderrocament inicial, i les muralles i baluards restants van ser enderrocats el 1785, deixant només la porteria i la motta de terra. La porteria va romandre en ús com a presó del comtat al segle xix, i es va dirigir, com altres presons similars, com a negoci privat: el comtat pagava 200 lliures a l'any al guardià de la presó del castell el 1807 (equivalent a 17.000 £ el 2021).

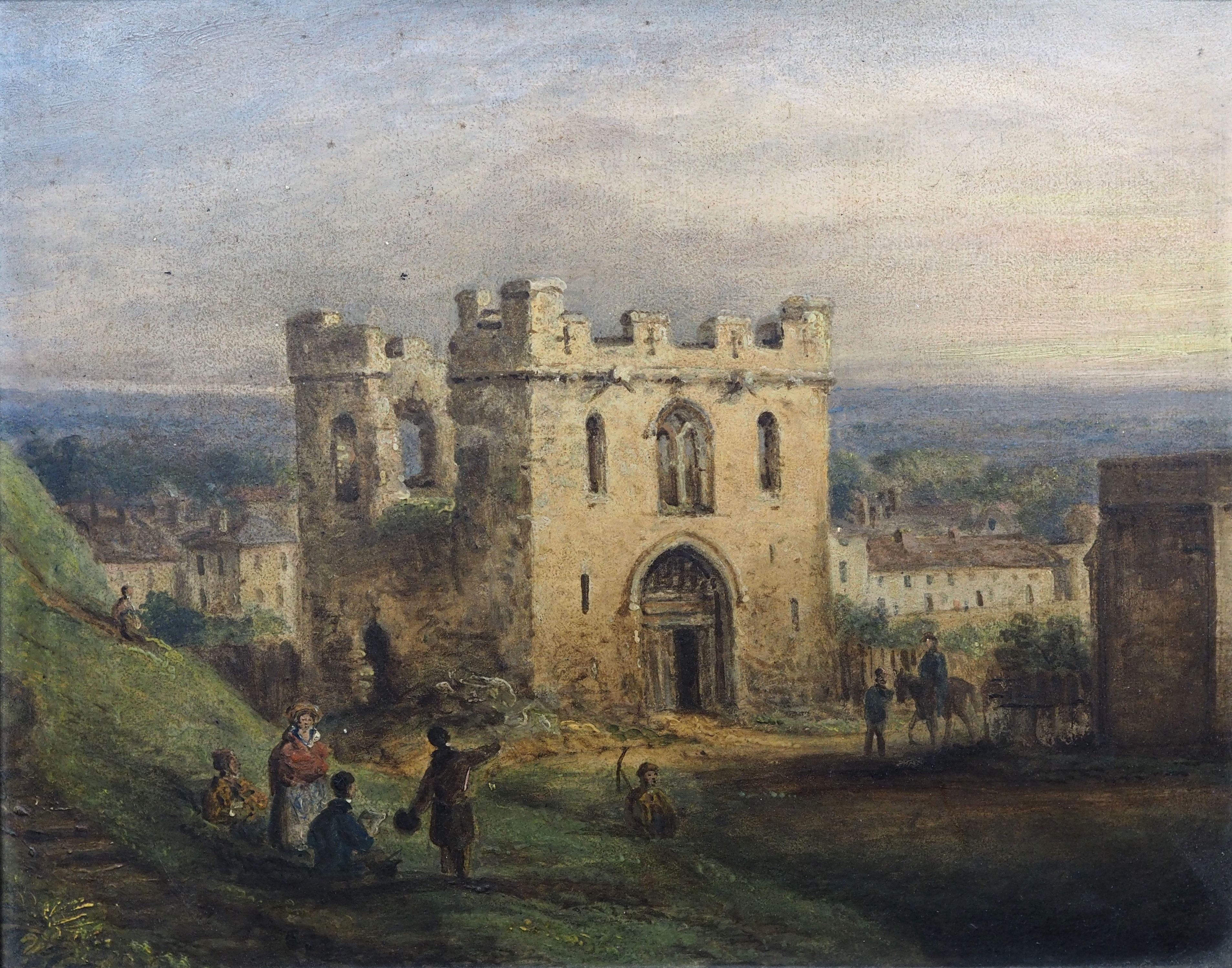
Pintura de 1841 de la porteria del castell que havia perdut la teulada i des d'aleshores enderrocada

Això va acabar quan es va construir una nova presó comarcal als terrenys de l'antic pati del castell. La nova presó va ser construïda per G. Byfield entre 1807 i 1811 amb una innovadora estructura octogonal, influenciada pels dissenys del reformador de la presó John Howard; la porteria del castell va ser destruïda per donar pas a un nou edifici pelstribunals del comtat.
A finals del segle xix, es considerava que la presó ja no era necessària, ja que la presó de Huntingdon era suficient per contenir presoners tant de Huntingdonshire com de Cambridgeshire. El 1920 l'edifici s'havia convertit en una sucursal del'Oficina de Registres Públics i va romandre així fins al 1928 quan va ser adquirit pel Consell del Comtat de Cambridgeshire. La presó va ser enderrocada l'any 1932 i els maons es van utilitzar per construir Shire Hall al mateix lloc.

## Conservació
El castell és un monument antic protegit (Scheduled monument) Les seves úniques restes són les 10 m (33 ft) de la motta alta (que es troba al punt més alt de la ciutat) i alguns fragments de moviment de terres. Està obert al públic diàriament sense cap entrada i ofereix vistes sobre els edificis històrics de la ciutat. El lloc del castell i la presó del segle xix està ara ocupat per Shire Hall, que va ser construït el 1932 com a seu del Consell del Comtat de Cambridgeshire.

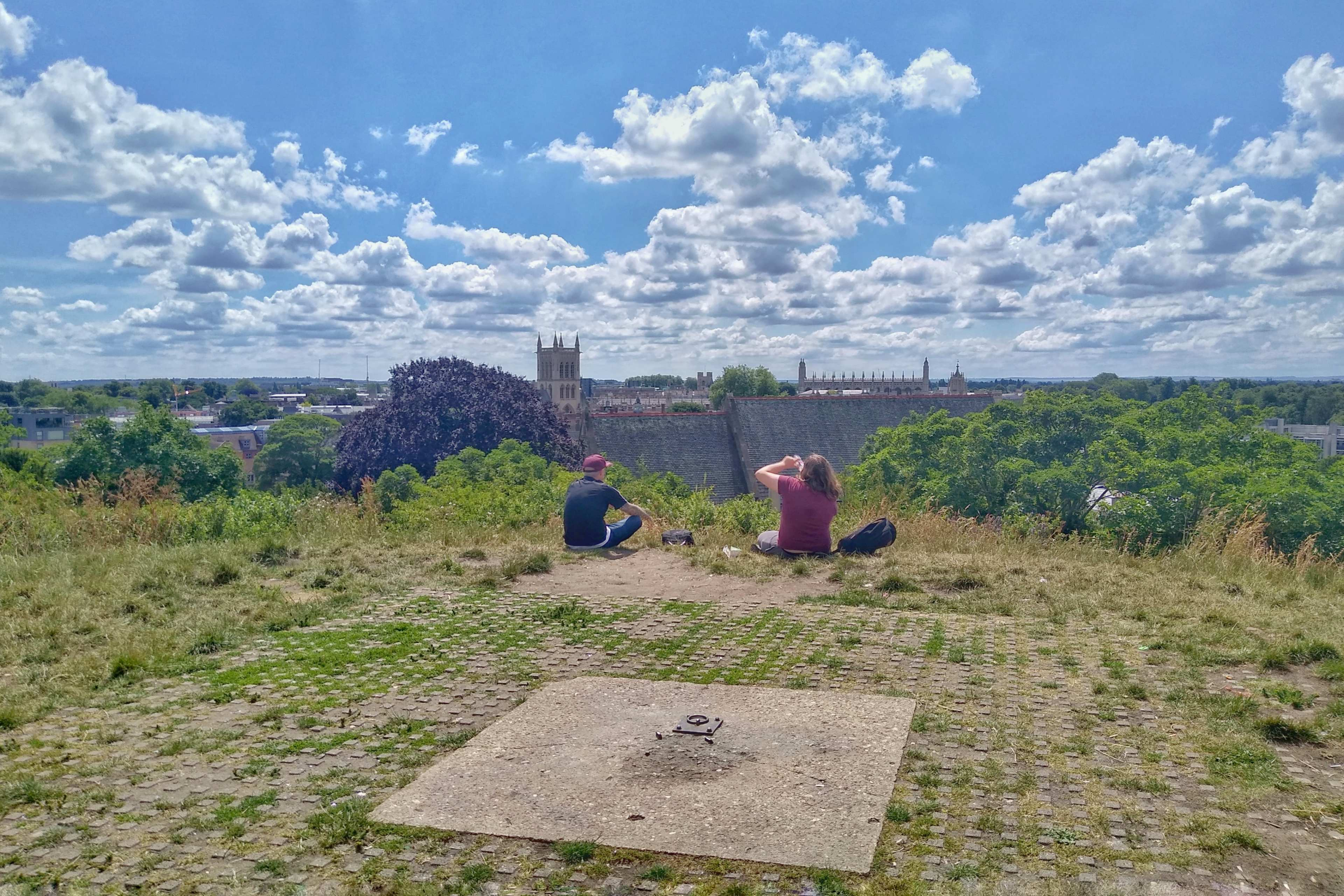
Cim del túmul del castell de Cambridge el 2020
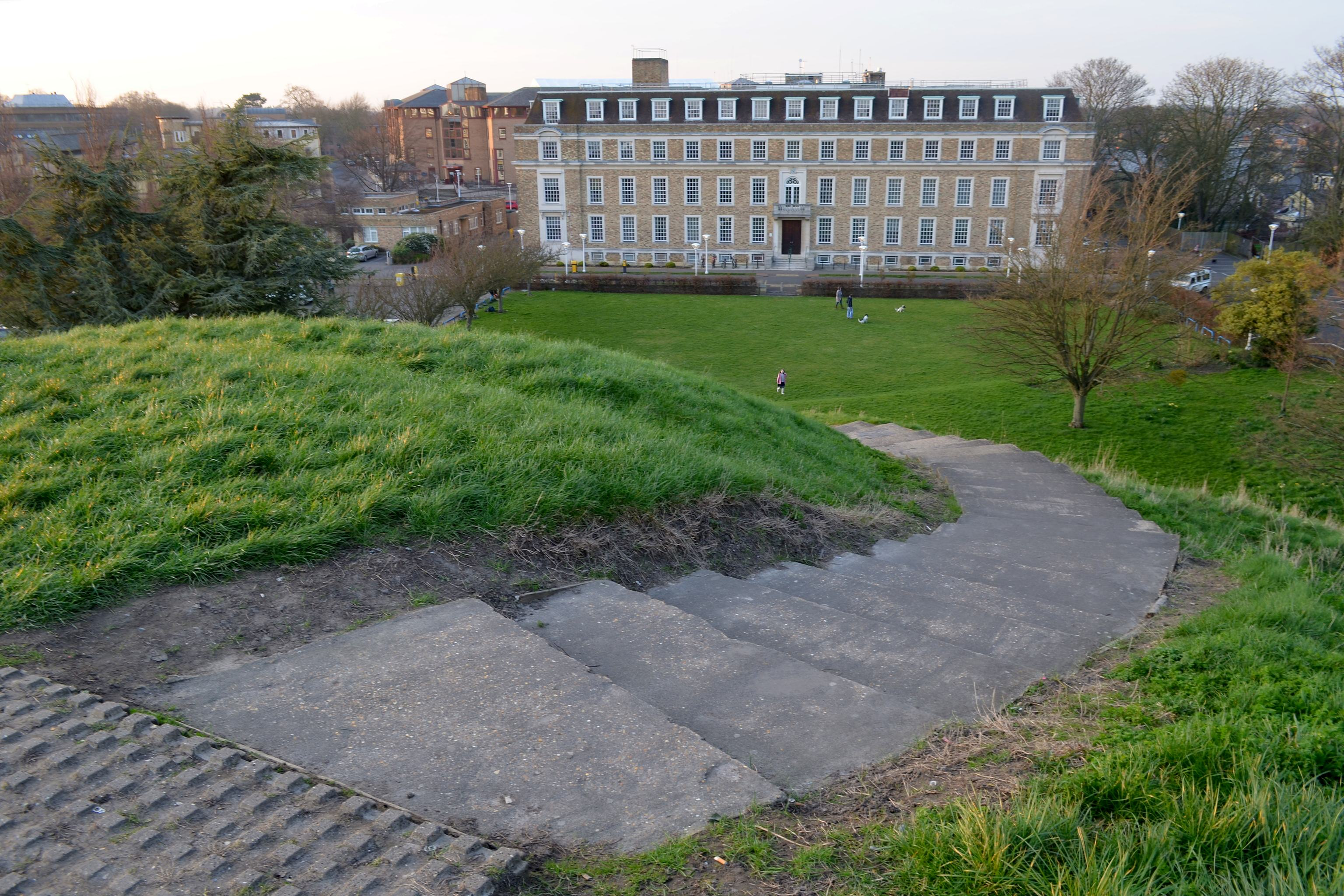
Shire Hall vist des del túmul, amb els graons que condueixen al túmul
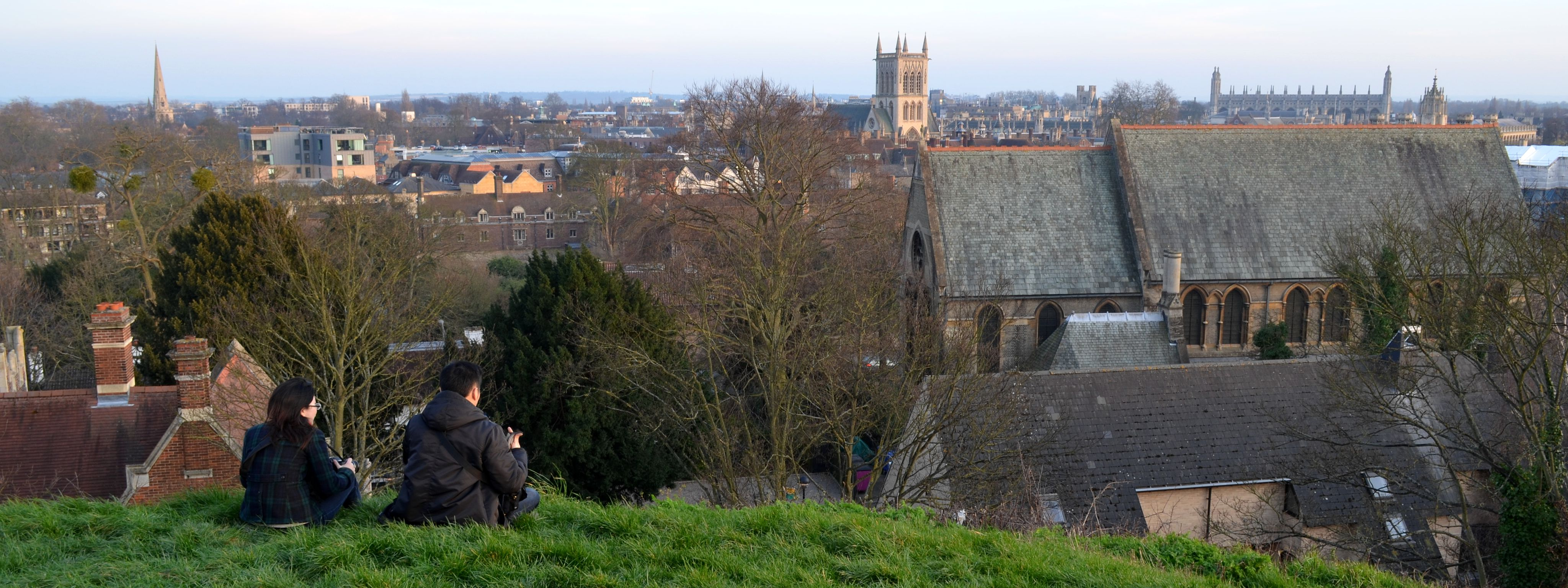
L'horitzó de Cambridge vist des del túmul. L'església en primer pla a la dreta és l'església de St Giles, l'agulla de l'esquerra forma part de l'església de All Saints Church, la torre del centre forma part de la capella del St John's College i la llarga línia del sostre a l'horitzó de la dreta és King's College Chapel.